# Волголаг
Волголаг, Волжский исправительно-трудовой лагерь (ИТЛ) — подразделение Дмитровлага, созданное для строительства Угличского и Рыбинского гидроузлов (Волгострой).
14 сентября 1935 года СНК СССР и ЦК ВКП(б) приняли постановление о сооружении одновременно двух ГЭС, Рыбинской и Угличской. И в этом же году в сентябре в небольшой деревеньке Переборы под Рыбинском развернулось строительство и начались подсобно-вспомогательные работы по подготовке строительной площадки. В этом же году в Переборах организовали новую исправительную колонию.
Первоначально строительство Угличского и Рыбинского гидроузлов было поручено Дмитровскому исправительно-трудовому лагерю, но 16 сентября 1935 года ГУЛАГу НКВД приказано немедленно приступить к организации самостоятельного Управления строительства и ИТЛ.
В 1936 году в лагере находилось 19 420 заключённых, в последующие годы происходил постоянный рост численности контингента. Накануне Отечественной войны лагерь достиг максимума за все годы своего существования: в Волголаге на 15 марта 1941 года находилось 97 069 человек.
Две трети заключённых представляли собой уголовный элемент, 15—20 % были осуждены по 58-й статье УК РСФСР, то есть являлись политическими.
Когда все основные работы по сооружению гидроузлов и ГЭС были завершены, Волголаг преобразовали в Рыбинский исправительно-трудовой лагерь: численность заключённых в эти годы значительно сократилась, в последующем же находилась на уровне 22 тысяч человек. Так на 1 января 1944 года в лагере числилось 22 584 заключённых; в течение этого года в ИТЛ прибыло 11 681 заключённых, убыло — 12 775 человек, из них освобождено — 6839, умерло — 4843, бежало — 135; к 1 января 1945 года в Волголаге насчитывалось 21 490 заключённых.